# Problemul strategic românesc
Problemul strategic românesc a reprezentat, în perioada interbelică, situația strategică foarte complicată întruchipată de posibilitatea unui atac simultan sau succesiv din cele mai probabil trei direcții strategice din care, ar fi venit o amenințare militară asupra României. Aceste trei direcții: est, vest și sud erau divergente, context care a făcut dificilă planificarea efortului de apărare, în condițiile în care succesiunea evenimentelor putea să impună, statului român, apărarea concomitentă sau succesivă pe două sau trei dintre direcțiile strategice identificate.
După ocuparea Cehoslovaciei de către Germania la 15 martie 1939 s-a deschis o nou direcție de atac asupra României (a patra), dinspre nord, ceea ce a obligat Marele Stat Major să organizeze un nou aliniament de apărare.

## Contextul teritorial și militar-strategic

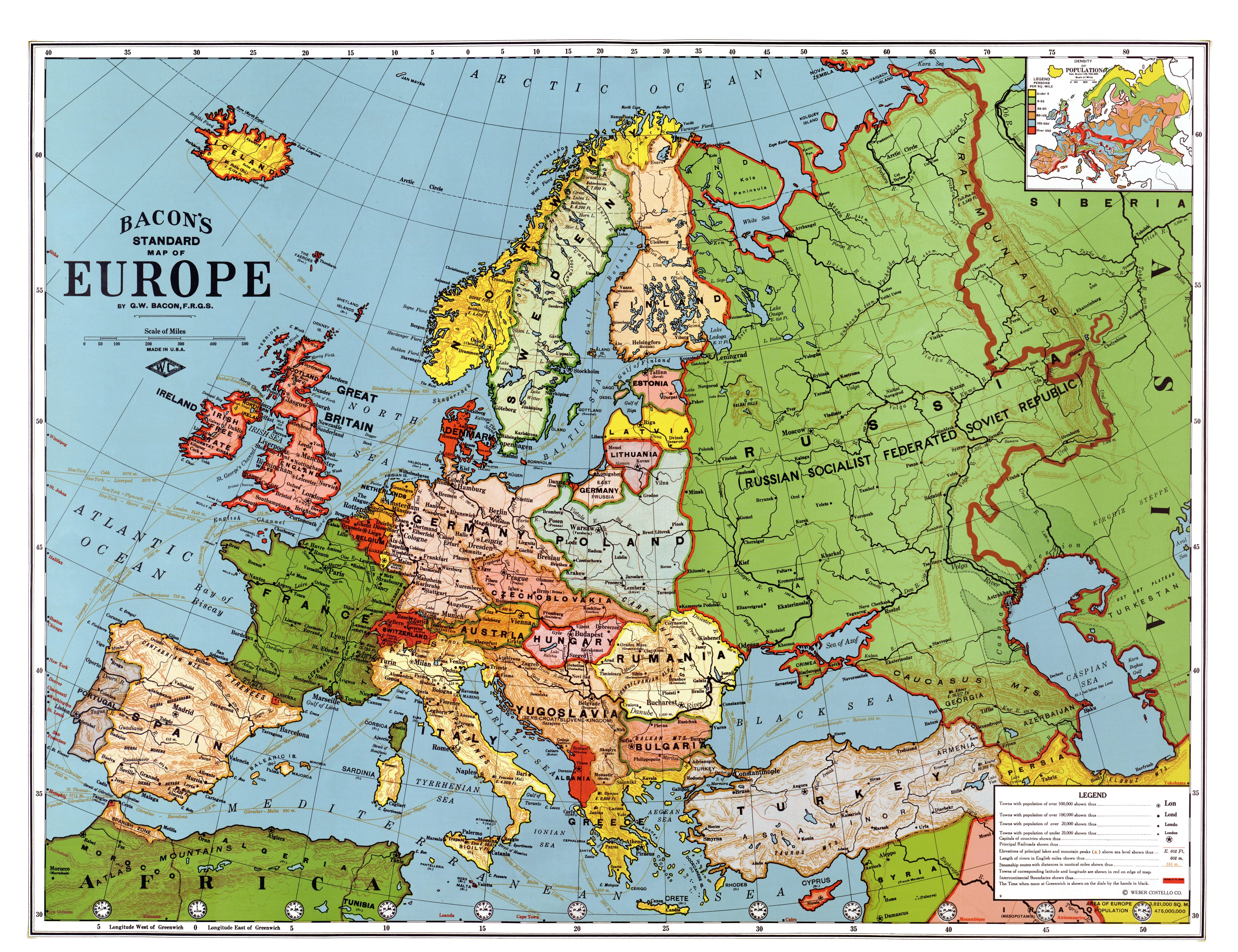
Europa în 1923

Statutul geopolitic și geostrategic⁠(en)[traduceți] al statului român s-a schimbat după 1918, în contextul în care România după destrămarea imperiilor Austro-Ungar și Rus a devenit o putere regională⁠(en)[traduceți] în cadrul Europei Centrale, în timpul perioadei interbelice. În vecinătatea statului român a rămas o singura mare putere, Rusia Sovietică (slăbită semnificativ după colapsul imperiului), restul statelor vecine succcesoare Austro-Ungariei și Imperiului Rus (Iugoslavia, Ungaria, Cehoslovacia și Polonia) reprezentând entități politico-teritoriale mai mici, ceea ce asigura pentru România un raport de forțe convenabil.
Astfel, România a devenit un stat mijlociu cu o suprafață de 294 892 de km2 (295,049 km2 după o altă sursă, locul 10 în cadrul țărilor europene în raport cu teritoriul) și cu o populație care, a crescut apropiindu-se de 20.000.000 la sfârșitul epocii interbelice (locul 8 în cadrul țărilor europene în raport cu populația – 19.353.398 locuitori în 1935). Densitatea populației era în 1935 de 65,1 locuitori/km2 (peste media europeană de 45,4 locuitori/km2 ). La rândul său, potențialul militar al statului putea valorifica un contingent anual de peste 150.000 de oameni și o armată activă care, cuprindea potrivit reglementărilor cinci contingente (permanente și de completare) de circa 750-800.000 de oameni, în timp ce efectivul mobilizabil se dublase față de perioada antebelică, ajungând la circa 3,4-3,5 milioane de persoane. Acest efectiv era superior celui al Iugoslaviei, aproape dublu față de cel al Ungariei și de trei ori mai mare decât al Bulgariei. Regatul României a căpătat, astfel, din punct de vedere geopolitic unul dintre rolurile de pilon central în cadrul noii arhitecturi continentale occidentale de putere în centrul și estul Europei.
Forma teritoriului românesc era relativ ovală, cu axa mare de 650 km situată pe direcția est-vest, iar cu cea mică de 550 km aflată pe direcția nord-sud. Această formă, în perspectivă dimensională se apropia de cea a unui cerc, ceea ce favoriza atât manevrele pe direcții interioare, cât și asigura condiții favorabile pentru structurarea unui sistem defensiv puternic. Mai mult, granițele României Mari erau de 3400,3 km2 lungime, circa două treimi dintre acestea (2.285,9 km) fiind reprezentate de frontiere naturale care, încă mai reprezentau în epocă obstacole importante pentru orice agresor. Dintre acestea fluviul Dunărea era de valoare strategică și Nistrul avea malul sau drept aflat pe teritoriul românesc, dominant. De asemenea, raportul dintre lungimea frontierelor și suprafața interioară  delimitată de acestea (1 km/86,77 km2, 83,33  km2 după o altă sursă) era propice unei apărări îndelungate, deoarece permitea mobilizarea unor resurse suficiente pentru apărare.
Noua geografie a statului permitea așadar organizarea și o pregătirea operațională mult mai eficiente, la nivel teritorial, iar factorii militari de decizie beneficiau de un spațiu de manevră și de executare a planurilor de operații, mult mai mare. Acesta permitea executarea acțiunilor de manevră pe direcții interioare diferite, existența unei adâncimi strategice⁠(en)[traduceți] indispensabile creșterii capacității de apărare, edificarea unui sistem de apărare consolidat, precum și posibilități de desfășurare a trupelor și de mobilizare a unor resurse semnificative.
| Țară         | Munți | Dealuri | Câmpii | Fluvii          | Râuri                                                  | Mare | Total    |
| ------------ | ----- | ------- | ------ | --------------- | ------------------------------------------------------ | ---- | -------- |
| URSS         |       |         |        |                 | 812 (Nistru)                                           |      | 812      |
| Marea Neagră |       |         |        |                 |                                                        | 454  | 454      |
| Bulgaria     |       | 213,4   |        | 388 (Dunărea)   |                                                        |      | 601,4    |
| Iugoslavia   |       |         | 283,6  | 232,9 (Dunărea) | 40,87 (Nera, Caraș, Crivaia, Bârzava, Timiș, Bega)     |      | 557,3    |
| Ungaria      |       |         | 407,2  |                 | 20,8 (Mureș)                                           |      | 428      |
| Cehoslovacia |       | 122,3   | 13     |                 | 65,7 (Tur, Tisa)                                       |      | 201      |
| Polonia      | 74,9  |         |        |                 | 271,7 (Ceremuș: Ceremușul Alb & Ceremuș, Prut, Nistru) |      | 346,6    |
| Total        | 74,9  | 335,7   | 703,8  | 620,9           | 1.211,07                                               | 454  | 3.400,37 |

## Planificarea strategică
Politica de securitate și de apărare a Regatului României a avut drept obiectiv principal apărarea frontierelor, ceea ce implicit a inclus și prevenirea oricăror acțiuni agresive din partea statelor vecine revizioniste. Abordarea acestui obiectiv s-a axat atât pe creșterea capacității naționale de apărare, cât și pe edificarea unui sistem cât mai extins de alianțe cu statele vecine care erau pro statu quo, construcții de nivel regional ce au devenit elementele pe care s-a fundamentat planificarea militară și operațională a Armatei României.
Apariția după Primul Război Mondial a unei noi axe de amenințări est-vest-sud a determinat reorientarea direcției strategice principale de război a României dinspre regiunea balcanică spre Europa Centrală și de Europa de Est, ceea ce s-a reflectat asupra organizării militare a teritoriului național și a structurii organizatorice a armatei
Este de remarcat că România avea dezavantajul unei localizări periferice, fiind inclusă unui cordon sanitar situat atât la marginea Occidentului cât și la cea a lumii comuniste, context în care cea mai vulnerabilă frontieră a fost considerată cea estică.

### Abordarea doctrinară
Politica militară a României în perioada interbelică a avut un caracter strict defensiv, centrat pe păstrarea statu quo-ului. Armata urma să fie capabilă să execute un război ofensiv doar în cazul pătrunderii forțelor unii agresor pe teritoriul statului, până ce forțele acestuia ar fi fost respinse și teritoriul național eliberat, după care ar fi urmat să revină la postura defensivă. Doctrină națională de apărare a preluat modelul de gândire francez și a introdus de asemenea conceptul națiunii armate care, pornind de la prezumția că următorul război va fi unul total, prefigura că el urma să nu mai fie dus numai de armată, ci urma să angreneze totalitatea mijloacelor și resurselor națiunii. Paradigma de acțiune s-a subsumat astfel modelului doctrinar francez.
Nu toți teoreticienii militari români au fost de acord cu preluarea acestui model,  existând opinia că doctrina națională ar trebui să se plieze realităților strategice specifice României. Postura strategică a statului român diferea de a Franței, deoarece Franța avea frontiera amenințată doar spre Germania (expunere de aproximativ 500 km lungime spre un stat dezarmat), în timp ce România avea cel puțin trei frontiere amenințate, acestea se găseau pe trei direcții divergente, lungimea lor (exceptând frontiera maritimă) ajungea la circa 1.500 km (extinși pe un arc de aproximativ 2.000 de km) și cei mai importanți adversari nu erau dezarmați. Din acest motiv, adoptarea modulului francez pentru organizarea armatei ar fi trebuit reajustată.
Deși procesul de adaptare a demarat după 1929, acesta nu a dus la o transformarea radicală a concepțiilor doctrinare, drept care modelul francez a rămas deosebit de influent pe întrega perioadă dintre cele două războaie mondiale. Astfel, armata națională urma să fie una numeroasă și bazată pe mari unități de infanterie cu o capacitate ridicată de acțiune, capabile să fie dislocate pe principalele direcții amenințate. S-a dat astfel prioritate asigurării pe timp de pace a unui cadru de organizare care să asigure în caz de război mobilizarea rapidă a populației și armatei, în logica națiunii armate.
Efectul adoptării conceptului „războiului întregii națiuni” s-a văzut în faptul că armata a devenit foarte numeroasă (având o bază prea largă a structurii), birocratizată, cu ofițerii instruiți necorespunzător și bazată în principal pe infanterie. Această supradimensionare a condus la o instruire defectuoasă și doar parțial realizată, cu efective puține și fără parcurgerea tuturor etapelor de instruire. Mai mult, pregătirea corpului de cadre a fost o expresie a rupturii dintre teorie și practică. De abia începând cu anul 1932 a fost inițiat procesul de creare a unor trupe motorizate, mecanizate și blindate.

### Abordarea în plan național
Deși niciun segment de frontieră nu era sigur, configurația geografică a teritoriului național a scos în evidență trei direcții strategice divergente pe care statul român putea fi atacat cel mai probabil. Acestea erau est, vest și sud, ceea ce a determinat Marele Stat Major să organizeze în mod corespunzător trei ipotetice „fronturi” operative (astfel cum s-au numit în terminologia epocii) care, interziceau și cele trei direcții pe care s-ar fi putut desfășura operațiunile militare:
- Frontul de Est, aflat între Carpații Orientali și râul Nistru[1]
- Frontul de Sud, aflat între Carpații Meridionali și Dunăre,[1] inclusiv Dobrogea[13]
- Frontul de Vest, aflat între Carpații Occidentali Românești și frontiera vestică[1]
- reduitul strategic unde urmau să se concentreze de regulă rezervele de forțe ale Marelui Cartier General era reprezentat de zona centrală a podișului intracarpatic

Cele trei potențiale axe de amenințare erau situate pe direcții diferite care aveau particularități distincte și erau lipsite de o continuitate operațională, iar fiecare dintre acestea genera constrângeri specifice. Evoluția potențială a evenimentelor putea să impună românilor apărarea pe una dintre direcții, pe două dintre acestea sau chiar pe toate trei (separat sau în diverse combinații), ceea ce a făcut foarte complicată planificarea efortului de apărare militară. Astfel, posibilitatea ca România să fie atacată simultan sau succesiv pe toate cele trei direcții strategice divergente a generat o situație dificilă pentru planificarea de stat-major și a devenit cunoscută în literatura literatura de specialitate a timpului, sub denumirea de „problemul strategic românesc”, sintagmă ce caracteriza sintetic apărarea Românie Mari. Această situație reflecta o arhitectură a amenințării suprapusă și variabilă pe axe multiple est-vest-sud. Potențialul militar și forța României erau suficiente pentru ca să poată fi respinse prin forțe proprii atacuri ale armatelor bulgară sau ungară sau chiar un atac combinat al acestora, dar situația ar fi devenit dificilă în cazul unui atac militar al Uniunii Sovietice. Un eventual atac al tuturor celor trei state ridica însă în fața statului român o problemă nerezolvabilă (după opinia istoricului militar Petre Otu Armata României era incapabilă să reziste nu numai unui război pe trei fronturi ci chiar și numai unei agresiuni sovietice).
Planurile de campanie ale Armatei României, revizuite anual, acopereau toate cele trei fronturi și ierarhizau pericolele prin identificarea direcțiilor prioritare de acțiune, procedând în consecința la repartiția forțelor și mijloacelor disponibile. Planificarea a încercat să abordeze securizarea liniilor principale de vulnerabilitate prin consolidarea aliniamentele defensive, prin ameliorarea capacității de dislocare a forțelor și prin construirea unei centuri de fortificații de-a lungul granițelor.
Este de remarcat însă că existența lanțului carpatic făcea anevoioasă manevra de forțe și mijloace de pe o direcție strategică pe alta, în absența unei infrastructuri feroviare și rutiere montane dezvoltate, cee ce a determinat Marele Stat Major să facă diligențe pe lângă factorii politici pentru a fi adoptată o decizie politică, în acest sens.
Astfel, aceste planuri stabileau ca reacție la manevrarea pe direcții exterioare din partea adversarilor potențiali, executarea de către trupele române de manevre pe direcții interioare, urmând să fie activate fronturile situate pe direcțiile agresiunilor. În același timp, se prevedea ca rezerva generală (strategică) să fie utilizată pe teatrul de operațiuni cel mai amenințat. Ca una din ultimele soluții a fost luată în calcul și rezistența în Podișul Transilvaniei, considerat „centrul orografic al apărării naționale”.

### Abordarea în plan regional

#### Presupunerile
Decidenților politici le-a fost evident că politica de securitate și de apărare a României urma să depindă semnificativ de dinamica sistemului internațional⁠(en)[traduceți] și de modalitatea de evoluție a ecuației regionale de putere, deoarece forțele militare ale României erau insuficiente pentru a face față tuturor agresiunilor: din est (Uniunea Sovietică), din vest (Ungaria) și din sud (Bulgaria), motiv pentru care „problemul militar (strategic) românesc” nu ar fi putut avea o soluție militară. Din acest motiv, România s-a inclus unui model defensiv regional bazat pe o alianță cu Polonia (din 1921, reînoită în 1926 și 1931) – la est, bazat pe blocul Micii Înțelegeri (format în 1921 împreună cu Iugoslavia și Cehoslovacia) – la vest și pe Înțelegerea Balcanică (formată în 1934 împreună cu Iugoslavia, Turcia și Grecia) – la sud. Aceste aranjamente de securitate regională și militară au inclus convenții militare prin care, s-au elaborat planuri comune între aliați de cooperare și coordonare a acțiunilor militare, în cazul unei agresiuni armate.
Acestor înțelegeri regionale de securitate li s-a adăugat strategia de aliniere cu marile puteri din Lumea Occidentală Franța și Marea Britanie, state garant a noii ordini postbelice care, și-au asumat promovarea și protejarea noilor aranjamente de securitate. Bazându-se în primul rând pe umbrela de securitate a Franței, statul român s-a angajat astfel într-un sistem de securitate colectivă destinat să păstreze statu quo-ul teritorial consfințit de sistemul versaillez, girat la nivelul regional al Europei Centrale de francezi și considerat elementul definitoriu al arhitecturii de securitate a României.
România a beneficiat astfel în cadrul sistemului teritorial versaillez de un statut avantajos, dat fiind că statele din vecinătatea proximă nu dispuneau de potențialul necesar pentru a genera o amenințare reală la adresa securității statului (Rusia fiind într-o stare de slăbiciune avansată după colapsul Imperiului Țarist), iar cu Polonia, Cehoslovacia și Iugoslavia, Regatul României a edificat un sistem de alianțe strânse care, aveau la bază o agendă comună de interese și de preocupări de securitate.

#### Realitatea
| “                                                  | [...] un învățământ sigur al evenimentelor din ultimul timp este că valoarea alianțelor și angajamentelor politico-militare din timp de pace este relativă. | ” |
| — Marele Stat Major al României, 27 octombrie 1938 | |   |

Sistemul de alianțe (perfect din punct de vedere teoretic) părea astfel să poată asigura o protecție corespunzătoare statului român și expunea imaginea unei construcții bine articulate. Cu toate acestea, la o analiză riguroasă expunea vulnerabilități multiple în însăși structura sa, în condițiile în care soluția militară a „problemulului strategic românesc“ ar fi fost una validă doar în cazul în care, ajutorul occidental al aliaților franco-englezi ar fi sosit rapid, sau cel al aliaților regionali ar fi fost oportun și eficient.
Astfel, cu toate că cea mai mare amenințare care plana asupra statului venea de pe direcția est, atât Mica Înțelegere cât Înțelegerea Balcanică ofereau un sprijin redus tocmai pe această direcție. Este de menționat în acest context că, planurile de operațiuni ale forțelor militare ale Micii Înțelegeri nu luau în calcul respingerea unei agresiuni sovietice cu ajutorul trupelor Cehoslovaciei (care avea relații foarte bune cu Uniunea Sovietică) și Iugoslaviei. Mai mult, dat fiind că Italia fascistă avea diferende cu Iugoslavia și Germania Nazistă cu Cehoslovacia, prezența României în alianță cu acestea înrăutățea relațiile statului român cu Italia și Germania. Dealtfel, ce s-a întâmplat în perioada 1937-1938 a demonstrat și că cele două state s-au dovedit entități vulnerabile în cadrul alianțelor respective, fapt de natură să ducă la eșecul structurilor de securitate regională în care România era parte. Pe de altă parte, în ce privește Înțelegerea Balcanică, Turcia beneficia de o clauză prin care evita să fie antrenată într-un conflict militar cu URSS.
Mai mult, nu au existat garanții credibile în ce privește România, exprimate prin convenții militare între România și Franța și România și Marea Britanie. Astfel, tratatul semnat cu Franța la 10 iunie 2026 a avut un caracter general și o valoare preponderent morală, iar cu Marea Britanie nu a existat un aranjament de securitate, măcar de același nivel. În plus, dat fiind că Bulgaria nu a fost inclusă în rândul statelor favorabile politicii franco-engleze (ceea ce ar fi însemnat concesii teritoriale în favoarea ei cu precădere din partea României și Greciei, fapt neegreat la Atena și București), problema ajutorului militar necesar României care, ar fi venit din Occident, a devenit una nerezolvabilă.

### Paradigma efortului colectiv

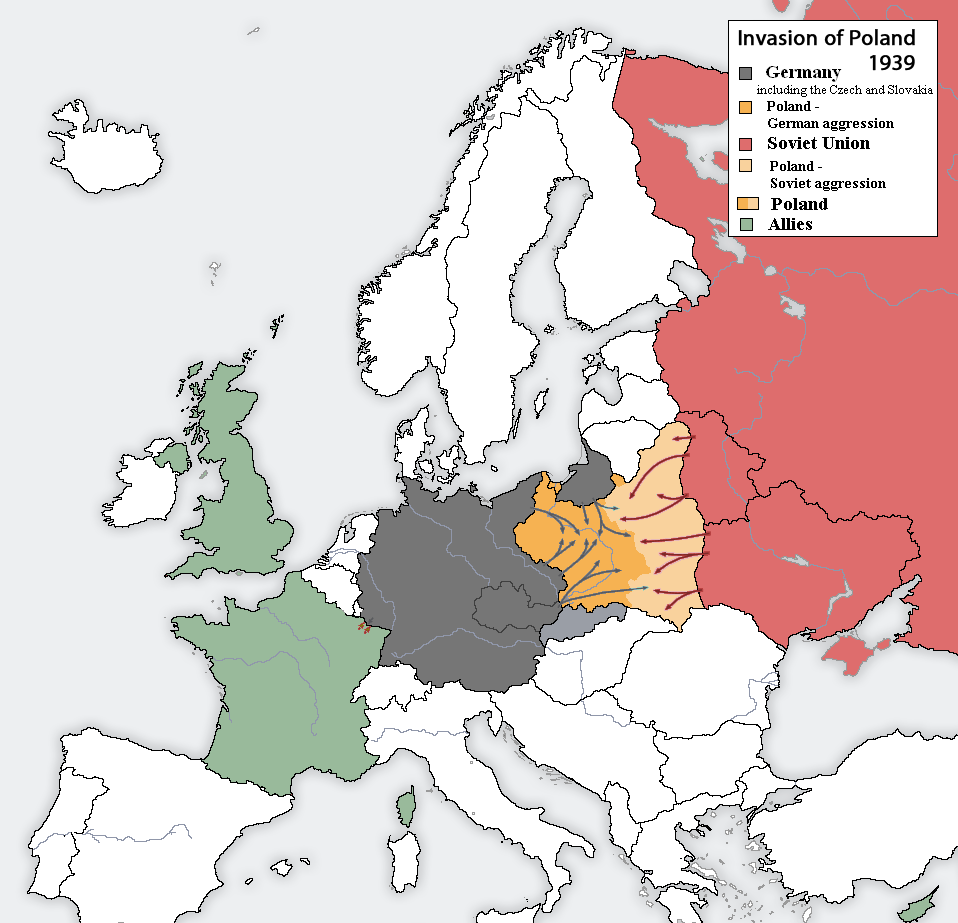
Doar invadarea Poloniei în 1939 de către Germania și Uniunea Sovietică a făcut planificatorii militari români să ia în calcul că, România ar putea fi obligată să lupte de una singură.

Concepția strategică a decidenților militari din România nu a luat în considerare posibilitatea ca statul să contracareze prin propriile forțe o agresiune potențială din partea marilor puteri reprezentate de Germania sau Uniunea Sovietică, deși realitatea faptului că România putea fi pusă în situația de a desfășura operații de-a lungul a două sau trei direcții strategice, inclusiv împotriva trupelor Germaniei sau URSS venite în sprijinul Ungariei sau Bulgariei, a fost conștientizată. Astfel, a fost postulat faptul că armata era capabilă să respingă o agresiune venită din direcțiile sudică sau vestică doar dacă nicio mare putere nu s-ar fi angajat din punct de vedere militar alături de potențialii inamici.
Toate ipotezele privitoare la războiul defensiv au fost construite, în consecință, bazându-se pe prezumția unui efort colectiv în care s-ar fi angajat aliații regionali și în mod capital, marile puteri occidentale aliate. Planificarea militară a neglijat astfel într-o bună măsuri ipoteza războiului purtat de România doar prin intermediul forțelor proprii, până în momentul colapsului polonez. Deși atunci s-a evaluat ipoteza rezistenței prin forțe proprii pe direcția frontierei estice, aceasta nu a fost vreodată pusă în practică.

## Evoluție
După Remilitarizarea Renaniei la 7 martie 1936 echilibrul de putere s-a modificat în favoarea Germaniei, influența franco-engleză în Europa Centrală și Europa de Sud-Est a scăzut și reacția Franței și Marii Britanii la încălcarea tratatelor de pace de către statele revizioniste a devenit conciliatorismul.
Pe fondul destabilizării progresive a balanței de putere europene s-au accentuat tendințele revizioniste și pretențiile teritoriale ale vecinilor României (Rusia aflată la est, Ungaria aflată la vest și Bulgaria aflată la sud), nemulțumiți de aranjamentele de după Primul Război Mondial, ceea ce făcut ca realitatea să fie diferită față de cea previzionată și două treimi din frontierele naționale să fie expuse unor amenințări potențiale (ceea ce a generat presiuni foarte mari asupra decidenților militari).
Acoperirea unui astfel de front extins și diversificat, din perspectiva unor amenințări potențiale, a determinat ca asigurarea proporțională a resurselor, forțelor și capabilităților să fie greu de rezolvat. În plus, rapida deteriorare a contextului geopolitic extern și creșterea nesiguranței strategice au impus decidenților militari să se adapteze și să reevalueze calculele strategice, spre putea asigura împreună cu statele aliate o capacitate de apărare satisfăcătoare.

### Orientarea efortului principal de apărare
Dinamica evoluției adaptăriila amenințările existente a avut două faze. Astfel, până la mijlocul anilor 1940 Uniunea Sovietică a fost apreciată ca fiind cel mai periculos adversar, drept care Frontul de Est, la a cărei frontieră contribuia protecția oferită de alianța dintre România și Polonia (constituită în 1921 și reînoită în 1926 și 1931) a fost considerat  cel principal. Această fază caracterizată de considerarea axului central ca având direcție estică s-a derulat în perioada 1920-1935.
Conform ideii că Rusia Sovietică preprezenta principala amenințare de securitate, a fost elaborată în 1925 „Ipoteza Alexandru” care, prevedea ca forțele principale să fie dislocate și concentrate încât să acopere toate frontierele vulnerabile, într-o modalitate care asigure pe timp de criză o mobilizare rapidă a acestora. În funcție de percepția existentă la acel moment a amenințărilor, planificarea alocării și distribuției forțelor și capabilităților a urmărit ca:
- 6 divizii de infanterie și 2 divizii de cavalerie să fie alocate frontului estic
- 3 divizii de infanterie și o brigadă de cavalerie să fie alocate frontului vestic
- 3 divizii de infanterie și o brigadă de cavalerie să fie alocate frontului sudic

La jumătatea anilor 1930 prioritar a devenit în mod eronat Frontul de Vest, deoarece un atac al Ungariei, sprijinit eventual de Germania a fost considerat foarte probabil, în timp ce alianța militară româno-poloneză a intrat în desuetitudine.

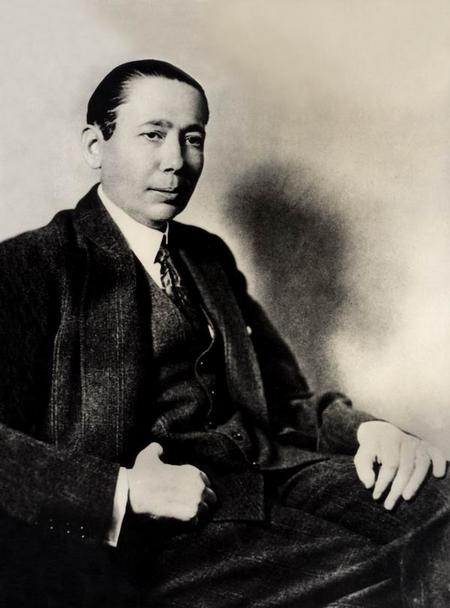
Nicolae Titulescu a desfășurat, în calitate de Ministru de Externe al României, o intensă activitate pentru îmbunătățirea relațiilor cu Uniunea Sovietică.

Eroarea autorităților militare române de a îndrepta toate resursele spre zona de vest, făcând din această zonă de operații militare obiectul celei mai mari atenții, are la bază conform orientările politice ale României din epocă. Astfel, România s-a aliniat liniei franco-cehoslovace după ce la începutul lunii mai 1935 Franța a încheiat cu URSS un tratat de asistență mutuală⁠(en)[traduceți] (acțiune determinată de nevoia de contracarare a creșterii exponențiale a puterii germane), cu scopul de a obliga Germania să lupte pe două fronturi, iar Cehoslovacia (aliată cu România în Mica Înțelegere) a procedat în același fel două săptămâni mai târziu. Un protocol care fixa principiile unui tratat de asistență mutuală româno-sovietică a fost semnat la Montreux la 21 iulie 1936 (neurmat însă și de un tratat, deoarece sovieticii au interpretat îndepărtarea la 29 august 1936 a lui Nicolae Titulescu din funcția de ministru al afacerilor externe, drept o schimbare în politica externă a României).
Această aliniere a Bucureștiului la axa Paris–Praga-Moscova i-a indispus profund pe polonezi care, au perceput că sunt lăsați singuri să facă față Uniunii Sovietice.
Poziționarea geopolitică alături de francezi și cehoslovaci, necesară promovării intereselor comune de securitate, a condus la inițiative referitoare la îmbunătățirea relațiilor cu URSS care au avut expresie prin restabilirea relațiilor diplomatice cu Uniunea Sovietică în 1934, chiar dacă acestea au continuat să fie grevate de problame Basarabiei. În conformitate cu regândirea priorităților politicii externe a României, concepția operațională referitoare la poziționarea forțelor și capabilităților a început să se reorienteze astfel începând cu anii 1933-1934, drept care efortul operațional principal a fost schimbat spre vest, iar la 5 martie 1937, Consiliul Superior de Apărare a Țării a aprobat decizia de  „Organizare permanentă defensivă a frontului de vest” care, a fundamentat eforturile de edificare a unei rețele ample de fortificații de-a lungul întregii frontiere vestice. Strategii militari au menținut totuși o atenția specială atât direcției vestice cât și direcției estice, considerate principalele surse de amenințare (Ungaria fiind considerată o amenințare cu caracter de urgență prioritară, în timăp ce Rusia se menținea ca una mai importantă)
În toate variantele și ipotezele avansate de Marele Stat Major Frontul de Sud a fost considerat unul secundar, atât datorită disproporției raportului de forțe dintre România și Bulgaria cât și datorită valorii de obstacol a Dunării și existenței Înțelegerii Balcanice. Drept efect, acestei zone de operații i-au fost alocate cele mai puține forțe și mijloace. Considerat cu totul improbabil, un atac singular al Bulgariei ar fi determinat formarea Armatei a 2-a, cu majoritatea forțelor dislocate în Dobrogea pentru apărarea frontierei convenționale româno-bulgare.
În 1935 planificatorii militari înțeleseseră însă deja că deteriorarea rapidă a condițiilor strategice ar fi putut lăsa Regatul României într-un vaccum militar, drept care au fost emise mai multe ipoteze de acțiune, materializate prin Planul operațional „A”, adoptat în 1935 care, a inclus scenarii de agresiune diferite:
- ipoteza „Traian” prevedea desfășurarea forțelor pentru a acoperi toate frontierele
- ipoteza „Mircea” prevedea ca principalele forțe să fie orientate către est
- ipoteza „Mihai” prevedea ca principalele forțe să fie orientate către vest
- ipoteza „Rareș” prevedea ca principalele forțe orientate către sud.

### Prăbușirea sistemului de alianțe

#### Dinamica
Pe fondul schimbărilor geopolitice care au dus la modificarea echilibrului continental de putere, România a adoptat la începutul celei de-a doua jumătăți a anilor 1930 o politică prudentă, de navigare între blocurile de putere edificate în Europa. S-a urmărit păstrarea orientării tradiționale cătrre Franța și Germania, apropierea de Germania și evitarea apropierii prea mari de Rusia. Statul român însă după 1938-1939 a devenit încercuit strategic, dat find că în anii 1938-1940 alianțele sale au fost dislocate pe rând și modelul defensiv edificat anterior a devenit neviabil în același interval.
Succesiv Acordului de la München din 29 septembrie 1938, în mod practic Mica Înțelegere s-a desființat, consfințind încercuirea operativ-strategică a statului român. România a rămas captivă între forțele hegemonice ale Germaniei și URSS pe întreaga axă est-vest și s-a confruntat cu perspectiva unei izolări strategice complete realizată cu concursul Franței și Marii Britanii. Aceasta ca determinat Marele Stat Major să dea planificării militare o anumită elasticitate, drept care:
- a fost creat un prim eșalon destinat să intervină pe frontul cel mai amenințat. Acesta erau format din 25 de divizii de infanterie, trei brigăzi de munte, o brigadă de grăniceri și trei divizii de cavalerie.[17]
- un al doilea eșalon trebuie să aibă rolul de rezervă strategică. Constituit din șase mari unități, acestea trebuiau să fie echipate la mobilizare, spre a folosite în funcție de necesitățile momentului.[17]

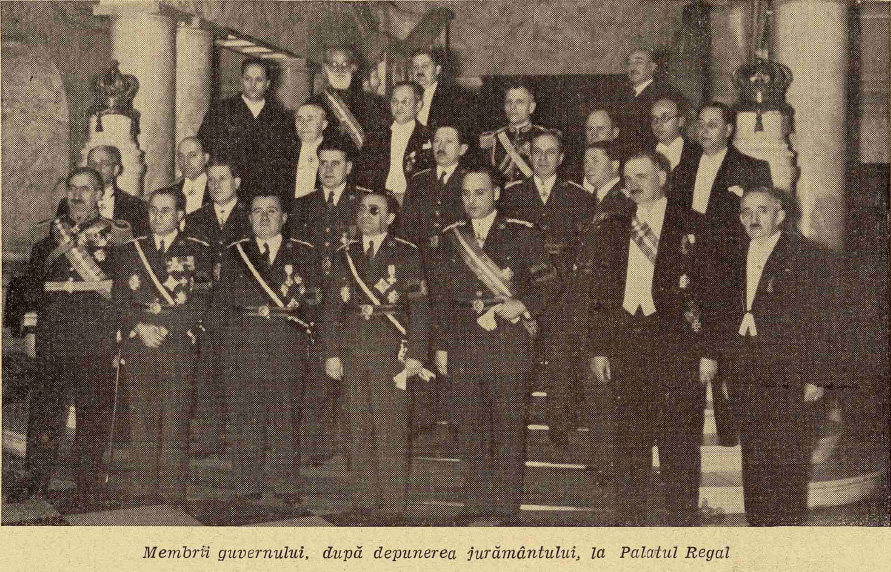
Guvernul aflat în funcție a decretat mai întâi mobilizarea parțială la 14 martie și ulterior pe cea generală, la 4 septembrie 1939.

Aflată sub presiunea evenimentelor România a mobilizat la 14 martie 1939 parțial, iar după ocuparea Cehoslovaciei de către trupele germane la 15 martie 1939, dat fiind că se deschidea astfel o nouă direcție de atac ce amenința atât flancul drept cât și spatele dispozitivului militar din Transilvania, Marele Stat Major a trebuit să organizeze un nou aliniament de apărare în nordul Maramureșului, iar câteva zile mai târziu, la 23 martie, a semnat un tratat economic cu Germania.
În luna august 1939 a fost semnat Pactul Ribbentrop-Molotov și astfel statul român a ajuns încă odată în poziția de stat tampon care, se găsea între două centre de putere ce își partajau zonele de influență de la Marea Baltică la Marea Neagră. La data de 4 septembrie 1939, Guvernul României a hotărât mobilizarea generală, după care Invazia sovietică a Poloniei de la 17 septembrie 1939 a reprezentat o primă transpunere în practică a înțelegerii germano-sovietice, drept care Marele Stat Major român a fost obligat să modifice planificarea operațională și să redirecționeze din nou efortul principal al apărării, spre granița estică. Întregul dispozitiv operativ a fost restructurat, încercându-se acoperirea tuturor direcțiilor strategice amenințate, astfel că:
- Grupul de armate Nr. 1 și Armata 4 au fost transferate de pe Frontul de Vest pe Frontul de Est situat între Carpații Orientali și râul Nistru, cu misiunea atribuită de a respinge inamicul venit dinspre nord și est prin organizarea unui număr de trei poziții de rezistență, ultima fiind aliniamentul Carpații Orientali–valea Tazlăului–valea Trotușului–Siretul inferior.[9] S-au luat astfel măsuri de fortificare a aliniamentului estic ce au fost materializate în principal la nivelul linei fortificate Focșani-Nămoloasa-Galați.[20]
- Armata 1 cu două corpuri de armată a rămas pe Frontul de Vest.[9]
- Armata 2, recent constituită, a fost dislocată pe Frontul de Sud.[9]

La 27 septembrie 1939 guvernul Marii Britanii a comunicat Guvernului României că britanicii urmau să nu sprijine militar România în cazul unei agresiuni a Uniunii Sovietice. La 19 octombrie 1939, o clauză secretă a tratatului tripartit anglo-franco-turc de la Ankara a consemnat din nou aceeași atitidine, deși la 13 aprilie 1939 Franța și Marea Britanie, preocupate de viteza expansiunii germane în Europa Centrală și Europa de Sud-Est, acordaseră garanții unilaterale de securitate României (și Greciei).
După septembrie 1939 apărarea statului român s-a transformat pentru planificatorii săi militari într-o „obsesie strategică“, iar colapsul francez din 1940 a pecetluit dezintegrarea sistemului de securitate edificat după 1918 care, era bazat pe o puternică rețea de alianțe acoperită de umbrela de securitate franceză.

#### Încercările de restructurare ale armatei
În 1939 deși România putea mobiliza patru armate și potențialul său mobilizabil era presupus a fi de circa 3,5 milioane de oameni, în documentele de mobilizare fuseseră însă înscriși în realitate doar 1.55 milioane de oameni.
În perioada septembrie 1939–iunie 1940 întărirea armatei a devenit o prioritate a guvernului. Cu toate acestea, măsurile de organizarea militară și materială ale statului, precum și reorganizarea producției și a muncii la nivel național nu au fost incluse într-un program coerent de reformă care, să aibă în vedere ameliorarea potențialului de război al României. Efectul a fost că structura moștenită din anii interbelici nu a fost prea mult modificată. Tare preexistente precum efectivele numeroase, dotarea insuficientă, motorizarea slabă, corpul de cadre inegal pregătit și instruirea modestă a trupelor, comandamentele neînchegate și neperformante, servicile numeroase dar ineficiente s-au perpetuat (aceasta consemnându-se în continuare și după reorganizarea ulterioară a armatei din perioada septembrie 1940-iunie 1941).
Mai mult, alături de măsurile adoptate în linie cu tendințele militare moderne ale epocii s-au adoptat și măsuri contraproductive care:
- au amplificat structura deja stufoasă a comandamentelor existente. Aceste comandamente înghițeau personal și consumau fonduri și mijloace în dauna forțelor lupătoare, iar unele dintre acestea fie aveau atribuții care se suprapuneau (precum Comandamentul Corpului de cavalerie și Inspectoratul General al Cavaleriei), fie provocau pentru că nu fuseseră comasate, disfuncționalități în actul de conducere (Ministerul Apărării Naționale, Ministerul Aerului și Marinei și Ministerul Înzestrării Armatei).[9]
- au fost în contradicție cu posibilitățile reale de a asigura dotarea cu armament și echipament a forțelor luptătoare, astfel încă acestea să devină eficiente. Un exemplu este transformarea neinspirată a batalionului de marș, destinat inițial să asigure completarea cu efective a marilor unități combatante, în cel de-al patrulea batalion activ al regimentelor de infanterie, în condițiile în care lipseau posibilitățile de asigurare a suportul material.[9]

Pe de altă parte mai puțin din cauza lipsei de fonduri și mai mult din considerente politice, deoarece România nu era un stat beligerant, atât Germania (care preluase industria de răbzoi a Cehoslovacicie) cât și Franța sau Anglia – aliate, nu au prea au fost dispuse să asigure în condițiile existente de neutralitate, ale a țării, înzestrarea cu armament și tehnică de luptă. Dotarea armatei naționale a rămas în mod practic la nivelul de dinaintea declanșării războiului, deoarece industria românească nu era capabilă să asigure decât parțial, necesitățile.

### Dezmembrarea României
Un „Studiul asupra problemului militar actual al României” făcut de către Marele Stat Major român în apropierea declanșării celui de-al Doilea Război Mondial a fost consemnată următoarea concluzie: „Cu totalul forțelor de care dispune, România nu și-ar putea propune să încerce o rezistență pe vastul cerc de 2000 de km format de frontierele ei atacate”. Singur, Regatul României a trebuit să se confrunte în vara anului 1940 cu realitatea unor amenințări militare simultane pe toate direcțiile anticipate, în contextul în care nicunul dintre planturile operaționale gândite în epoca interbelică nu a luat în calcul această ipoteză. Mai mult, pregătirea deficitară a armatei pentru război a afectat forța ei combativă precum și capacitatea sa de a asigura apărarea țării.
Contextul rezultat a determinat ca, în vara anului 1940 Basarabia și Bucovina de Nord să fie anexate de Uniunea Sovietică, Transilvania de Nord de Ungaria și Cadrilaterul de Bulgaria, acte față de care Armata României nu a opus rezistență. Acest non-combat a fost o decizie politică de la cel mai înalt nivel, bazată pe formula  „cedăm teritorii, dar păstrăm statul“ care, nu a fost totuși lipsită de o argumentație solidă. Cu toate acestea non combatul armatei naționale, fundamentat atât pe un raport de forțe nefavorabil dintre România și inamicii săi cât și pe atitudinea defetistă a șefilor Marelui Stat Major român Florea Țenescu și Gheorghe Mihail (care amândoi au suținut teza cedării), a contribuit la dezmembrarea țării, cu toate că situația militar-strategică nu putea fi gestionată doar prin forța armelor.
Deznodământul materializat în vara anului 1940 a reprezentat pentru România o umilință și în același timp o tragedie națională care, au reprezentat un faliment colectiv și un eșec al misiunii statului român de a asigura apărarea și protejarea propriului teritoriu și a populației sale și în același timp au marcat în mod profund mentalul colectiv, timp de generații și încă se mai repercutează negativ asupra acestuia.
În anul 1940 Al Treilea Reich a garantat noile frontiere amputate ale României, pentru a stăvilii accesul Uniunii Sovietice spre sud-estul european, România s-a integrat alături de puterile Axei și a aderat la Pactul Tripartit, iar Marele Stat Major s-a orientat spre pregătirea armatei în vederea atacării Uniunii Sovietice. În timpul războiului Armata României a trebuit însă în continuare să prevină amenințări pe trei fronturi.